# لیکه کلاور
لیکه کلاور (هلندی: Lieke Klaver؛ زادهٔ ۲۰ اوت ۱۹۹۸) دونده سرعت زن اهل هلند است.
وی در مسابقات کشوری و بین‌المللی در مجموع برندهٔ ۱ مدال نقره شده است.